# Oreopanax pavonii
Oreopanax pavonii är en araliaväxtart som beskrevs av Berthold Carl Seemann. Oreopanax pavonii ingår i släktet Oreopanax och familjen Araliaceae. Inga underarter finns listade.